# Dobra policzalne
Dobra policzalne – dobra które w naturalny sposób pojawiają się w ilościach będących liczbami całkowitymi.

## Popyt na dobra policzalne
Popytem na dobro policzalne (dyskretne) może być popyt na samochody. W związku z niepodzielnością tego dobra, popyt wyrażany jest wyłącznie w ilościach będącymi liczbami całkowitymi. Zbiór koszyków obojętnych względem danego koszyka będzie zatem zbiorem pojedynczych punktów.

## Prezentacja dobra

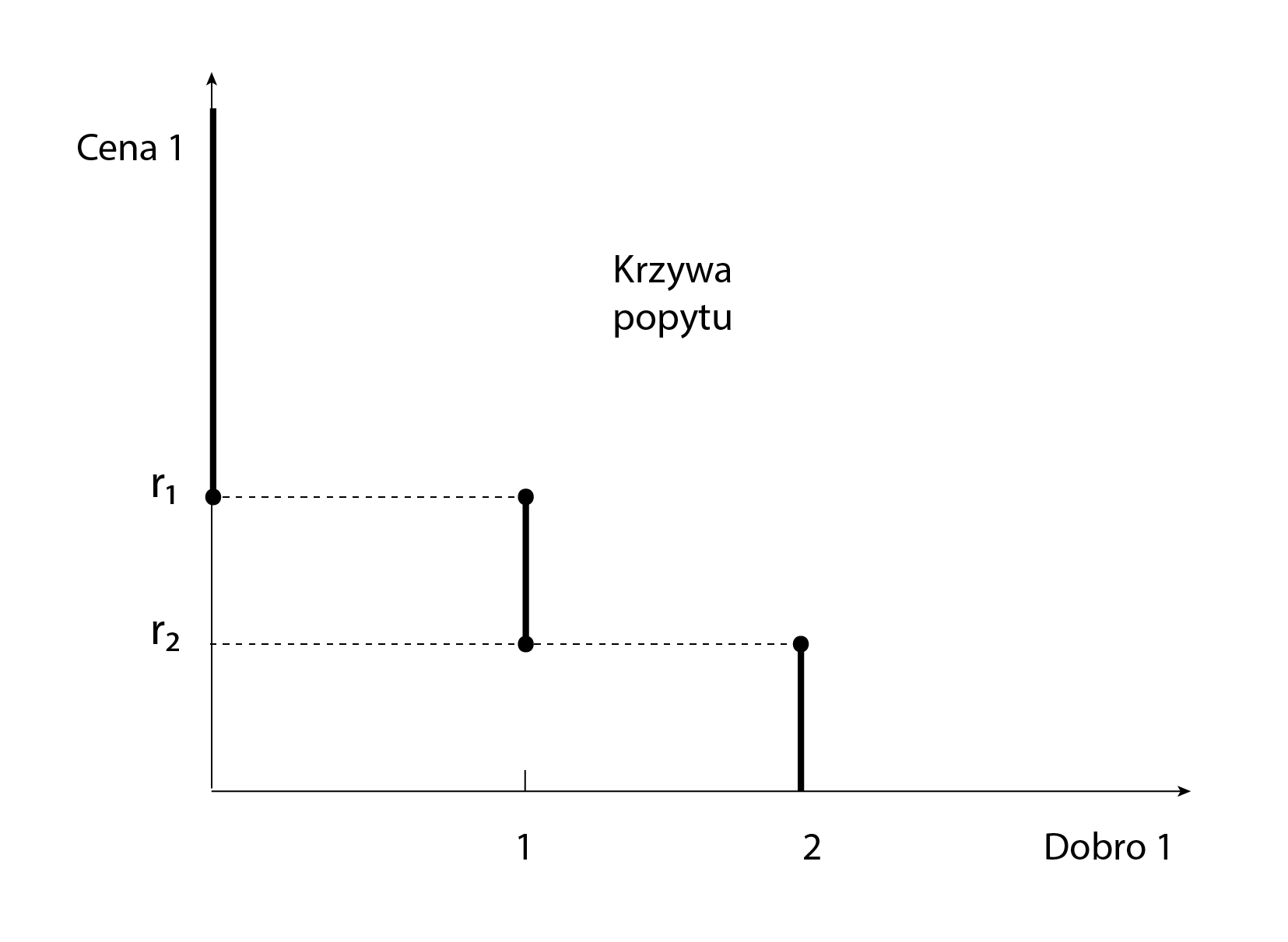
Dobra policzalne – wykres prezentujący krzywą popytu.

Decyzja odnośnie do podkreślenia dyskretnej natury dobra zależy od przedmiotu analizy. Rozpoznanie dyskretnej natury dobra może być istotne, gdy w ciągu okresu objętego analizą konsument wybiera niewielką ilość dobra. Natomiast jeśli konsument wybiera kilkadziesiąt jednostek dobra to prawdopodobnie bardziej praktycznie będzie traktować je jako dobro ciągłe.

## Model cen granicznych
Przyjmując cenę danego dobra policzalnego na poziomie „p” oraz ceny graniczne jako r1>r2>r3>…>rn można przedstawić model cen granicznych. Przy cenie p>r1 konsument zakupi zero jednostek danego dobra, natomiast przy wielkości p=r1 konsumentowi będzie obojętne czy konsumować dobro 1 czy nie. W przypadku gdy r1>p>r2 konsument zakupi już jedną jednostkę dobra, a przy poziomie p=r2 koszyki 1 i 2 będą dla konsumenta warte tyle samo.
Gdy cena dobra policzalnego spada, pojawi się w końcu pewna cena graniczna, przy której konsument jest w punkcie obojętności między wybraniem konsumpcji dobra, a rezygnacją z niej. Wraz z dalszym spadkiem ceny, pojawia się popyt na więcej jednostek dóbr tego rodzaju.